# Престес, Луис Карлос
Луи́с Ка́рлос Пре́стес (порт. Luís Carlos Prestes; 3 января 1898, Порту-Алегри — 7 марта 1990, Рио-де-Жанейро) — бразильский политик, деятель бразильского коммунистического движения.

## Биография
Луис Карлос Престес родился в семье военнослужащего и получил высшее военно-инженерное образование (1918). Примкнув к движению тенентистов, вёл революционную работу среди солдат и офицеров.
В октябре 1924 года Престес возглавил восстание железнодорожного батальона в Санту-Анжелу в штате Риу-Гранди-ду-Сул, откуда его отряд отправился на север страны, чтобы присоединиться к повстанцам Изидору Лописа. В апреле 1925 года два революционных отряда соединились в боевую дивизию, которая получила название колонны Престеса. Сам Престес, произведённый в полковники, был назначен начальником штаба дивизии и вскоре стал военным и политическим руководителем колонны.
Уходя от прямых столкновений с правительственными подразделениями, колонна Престеса занимала небольшие города и держала правительство в постоянном напряжении. За два года колонна Престеса прошла более 25 тысяч км по 14 штатам Бразилии, выдержав 53 боя с правительственными войсками, за что получила прозвище «непобедимой колонны». Лишь 3 февраля 1927 года под натиском правительственных войск её бойцы перешли границу с Боливией, где были интернированы боливийскими властями.
В 1927—1931 годах Престес находился в эмиграции в Боливии, Аргентине и Уругвае, где был тесно связан с компартиями этих стран. В 1931 году переехал в Советский Союз по приглашению этой страны.
В декабре 1934 года Престес тайно вернулся в Бразилию и вступил в Бразильскую коммунистическую партию (БКП). В апреле 1935 года Престес стал почётным председателем Национально-освободительного альянса Бразилии. На проходившем в июле-августе Седьмом конгрессе Коминтерна был избран членом его исполнительного комитета.
В ноябре 1935 году стал во главе восстания, направленного против диктатуры Жетулиу Варгаса. Однако восстание было подавлено, и Престеса арестовали. Его жена, дочь немецкого еврея Ольга Бенарио-Престес, была выслана беременной в Германию и вскоре умерла в нацистской экспериментальной клинике Бернбурга. Матери Престеса удалось спасти её маленькую дочь Аниту.
Решение о депортации Ольги Бенарио-Престес в Третий рейх принимал начальник полиции Рио-де-Жанейро Филинто Мюллер, глава репрессивного аппарата режима Варгаса. В 1925 году Мюллер был участником тенентистского восстания, одним из командиров «Колонны Престеса». Уже тогда Престес крайне подозрительно относился к Мюллеру. Впоследствии они стали непримиримыми врагами.
С 1936 по 1945 год Престес отбывал тюремное заключение. В 1945 году, во время демократизации режима, Варгас легализовал коммунистическую партию и освободил Престеса из тюрьмы.
В 1945 году Престес был избран сенатором и генеральным секретарём ЦК БКП. Участвовал в подготовке Конституции 1946 года, в которой отразились некоторые демократические завоевания бразильских трудящихся. На состоявшихся в январе 1947 года выборах в Национальный конгресс и органы власти штатов и муниципалитетов его партия набрала 800 тысяч голосов, заняв довольно сильные позиции в законодательных собраниях страны. После этого компартия предстала перед Верховным избирательным судом, и 7 мая 1947 года он запретил деятельность БКП, объявив её «орудием иностранного правительства». Компартия, вместе с Престесом, вновь перешла на нелегальное положение.
Престес смог вернуться в легальную политику только после избрания прогрессивного президента Жуана Гуларта (1961—1964). Однако в 1964 году в Бразилии произошёл государственный переворот, и Престес был заочно приговорён к 14 годам лишения свободы. В это же время произошёл раскол в Компартии: маоисты из КПБ вновь перешли к вооружённой борьбе, а Престес, возглавивший Коммунистическую партию Бразилии, в 1970 вместе с семьёй уехал в Москву и вернулся лишь десятилетие спустя, после амнистии, но уже не занимался активной политической деятельностью. Перед смертью поддержал умеренного левого кандидата Леонела Бризолу (от Демократической рабочей партии) на президентских выборах 1989 года.
В 1973 году награждён орденом Октябрьской Революции.
В 2014 году бразильский историк Даниэль Арао Рейс опубликовал биографию Луиса Карлоса Престеса .

## Память
В честь Престеса названа улица Praça Luis Carlos Prestes в городе Белу-Оризонти (штат Минас-Жерайс).

## Фотографии и другие изображения

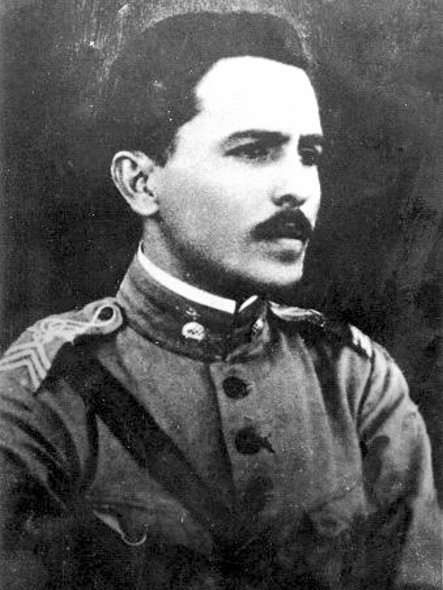
Престес во время ноябрьского восстания 1935 года
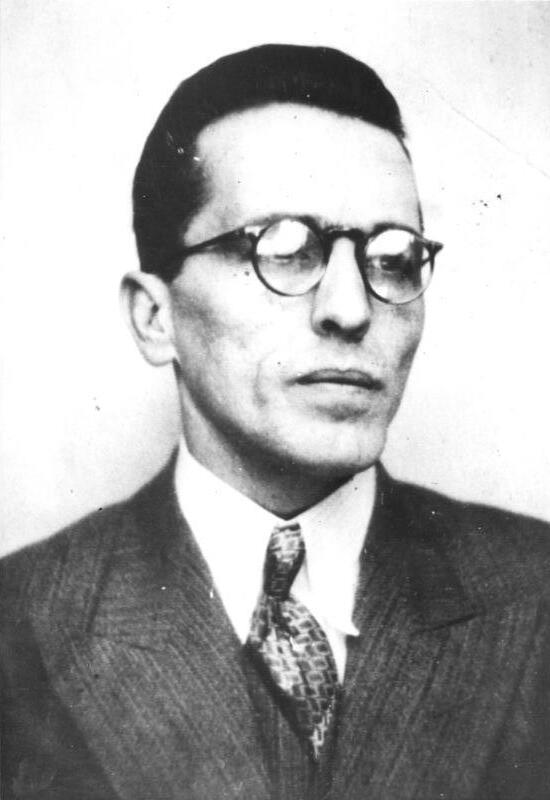
Фотография Престеса в его «португальском» паспорте, 1936
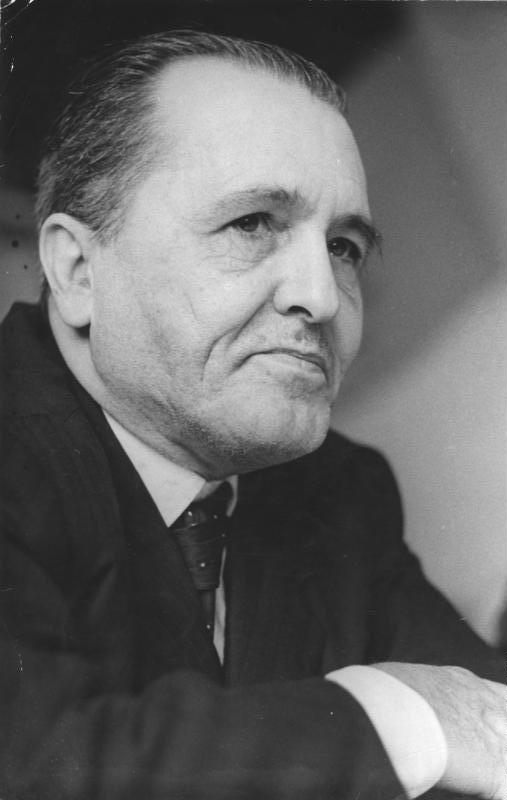
Престес в 1959 году